# Anne-Marie de Frise-Orientale
Anne-Marie de Frise Orientale (23 juin 1601 – 15 février 1634) est une aristocrate allemande.
Elle est la fille du comte Enno III de la Frise Orientale et d'Anne de Holstein-Gottorp. Sa grand-mère paternelle était Catherine de Suède, fille de Gustave Ier Vasa et de sa seconde épouse Marguerite Lejonhufvud.

## Famille
Le 4 septembre 1622, elle épouse Adolphe-Frédéric Ier de Mecklembourg-Schwerin (1588-1658). Ils ont eu huit enfants :
1. Christian-Louis Ier de Mecklembourg-Schwerin (11 décembre 1623 – 21 juin 1692)
2. Sophie-Agnès de Mecklembourg-Schwerin (11 janvier 1625 – 26 décembre 1694)
3. Charles, duc de Mecklembourg-Mirow (8 mars 1626 – 20 août 1670)
4. Anne-Marie de Mecklembourg-Schwerin (1er juillet 1627 – 11 décembre 1669), épouse d'Auguste, duc de Saxe-Weissenfels (ancêtres de George III du Royaume-Uni).
5. Jean-Georges de Mecklembourg-Schwerin (5 mai 1629 – 9 juillet 1675)
6. Edwige de Mecklembourg-Schwerin (11 août 1630 – 17 mai 1631)
7. Gustave-Adolphe de Mecklembourg-Schwerin (26 février 1632 – 14 mai 1670)
8. Juliane de Mecklembourg-Schwerin (8 novembre 1633 – 3 février 1634)